# Трофність

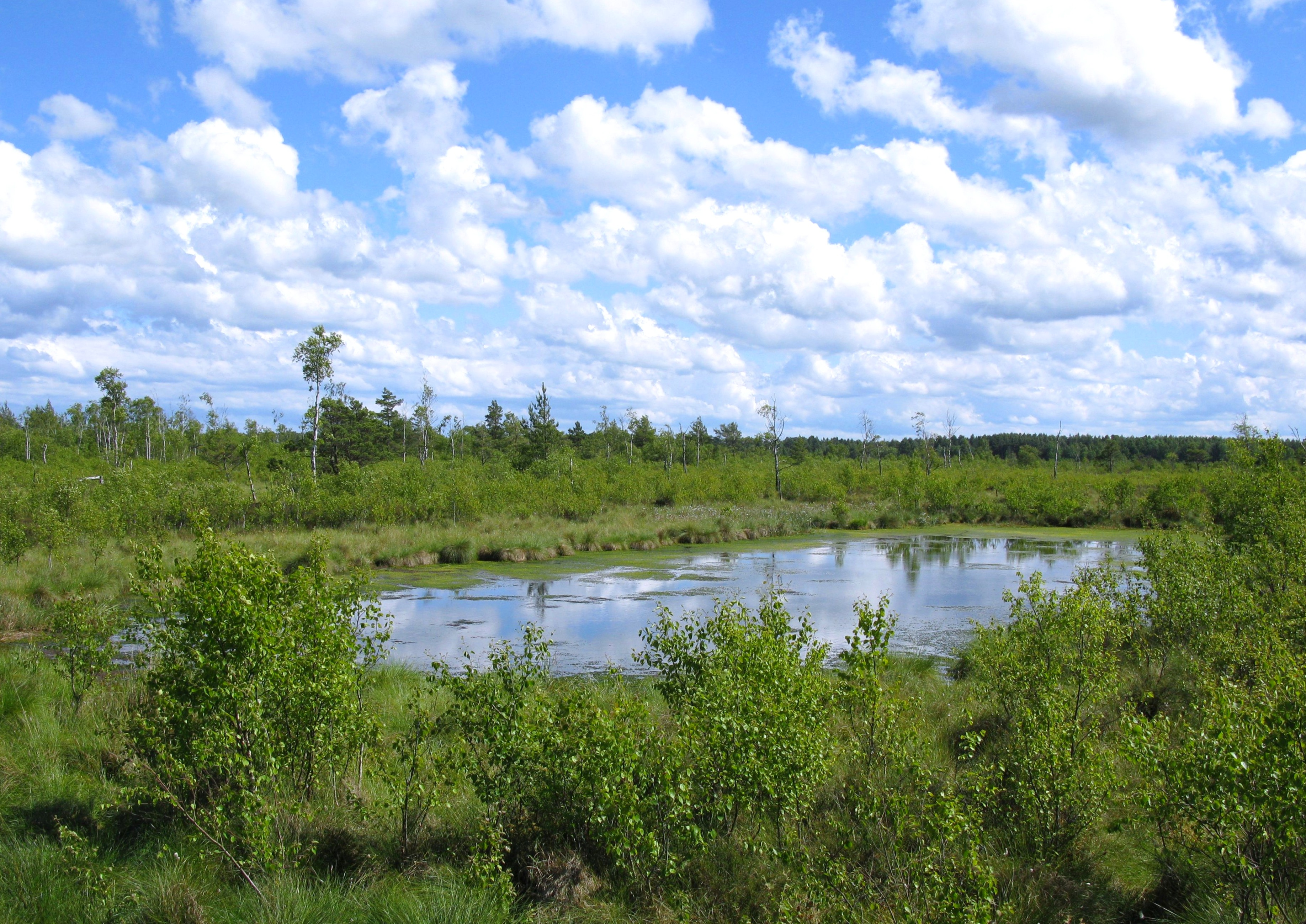
Дистрофне озеро в Польщі

Трофність — характеристика місця перебування (ґрунту, водойми) життя за його біологічною продуктивністю, зумовленій вмістом біогенних елементів. Поняття «трофність ґрунту» практично ідентично поняттю «родючість ґрунту». Зазвичай за рівнем трофності ґрунти умовно діляться на багаті і бідні. Типовим представником багатих ґрунтів є чорноземи.
Коефіцієнт трофності — відношення валової продукції в екосистемі до дихання.

## Класифікація водойм
За рівнем трофності водойми діляться на:
- дистрофні,
- оліготрофні — водойми з низьким рівнем первинної продуктивності, низьким вмістом органічних речовин,
- мезотрофні,
- евтрофні.

| Характеристики                 | Оліготрофні | Оліготрофні | Мезотрофні | Мезотрофні | Еутрофні | Еутрофні | Гіпертрофні |
| Характеристики                 | α           | β           | α          | β          | α        | β        | Гіпертрофні |
| ------------------------------ | ----------- | ----------- | ---------- | ---------- | -------- | -------- | ----------- |
| Хлорофіл a (мг/м³)             | <1,5        | 1,5-3       | 3-6        | 6-12       | 12-24    | 24-48    | >48         |
| Біомаса:                       |             |             |            |            |          |          |             |
| • фітопланктону (г/м³)         | <0,5        | 0,5-1       | 1-2        | 2-4        | 4-8      | 8-16     | >16         |
| • зоопланктону (г/м²)          | <1,25       | 1,25-2,5    | 2,5-5      | 5-10       | 10-20    | 20-40    | >40         |
| • зоопланктону (г/м³)          | <0,5        | 0,5-1       | 1-2        | 2-4        | 4-8      | 8-16     | >16         |
| • бентосу (г/м²)               | <1,25       | 1,25-2,5    | 2,5-5      | 5-10       | 10-20    | 20-40    | >40         |
| • іхтіомаса (кг/га)            | <12,5       | 12,5-25     | 25-50      | 50-100     | 100-200  | 200-400  | >400        |
| Первинна продукція:            |             |             |            |            |          |          |             |
| • добова об'ємна (гС/м³)       | <0,125      | 0,125-0,25  | 0,25-0,5   | 0,5-1      | 1-2      | 2-4      | >4          |
| • добова площинна (гС/м²)      | <0,125      | 0,125-0,25  | 0,25-0,5   | 0,5-1      | 1-2      | 2-4      | >4          |
| • річна площинна (гС/м²)       | <12,5       | 12,5-25     | 25-50      | 50-100     | 100-200  | 200-400  | >400        |
| • рибопродукція за рік (кг/га) | <2,5        | 2,5-5       | 5-10       | 10-20      | 20-40    | 40-80    | >80         |

## Класифікація гідробіонтів
За вимогами до трофності місця життя рослини і мікроорганізми діляться на:
- оліготрофи — організми, що мешкають на ґрунтах (чи у водоймах) з низьким вмістом поживних речовин;
- мезотрофи — організми, що надають перевагу середнім за забезпеченістю елементами живлення місцям життяж;
- еутрофи — організми, що мешкають на ґрунтах (чи у водоймах) з високим вмістом поживних речовин.